# Tân Lãng
Tân Lãng là một xã thuộc huyện Lương Tài tỉnh Bắc Ninh.

## Địa giới hành chính
- Đông giáp Phượng Trì thuộc (Thị Trấn Thứa, huyện Lương Tài)
- Nam giáp Tân Dân thuộc (Thị Trấn Thứa, huyện Lương Tài)
- Tây giáp Phú Dư Thuộc (Quỳnh Phú, huyện Gia Bình)
- Bắc giáp Mốt, Bíp Thuộc (Quỳnh Phú, huyện Gia Bình)

## Hành chính
Xã gồm 07 thôn Ngọc Cục, Tử Nê, Bái Giang, Hương La, Lạng Khê, Tam Sơn, Hữu Ái

## Tôn giáo
Xã bao gồm 2 đạo chính là Đạo Phật và Đạo Thiên Chúa. Trong đó các thôn Tử Nê, Bái Giang, Hương La là toàn tòng theo đạo Thiên Chúa.,Lạng Khê Tam Sơn, Hữu Ái 100% theo đạo Phật. Riêng thôn Ngọc Cục là một thôn đặc biệt Cả làng một họ, nhưng 50% dân số theo đạo Phật. 50% theo đạo Thiên Chúa.